# Sovnarchoz

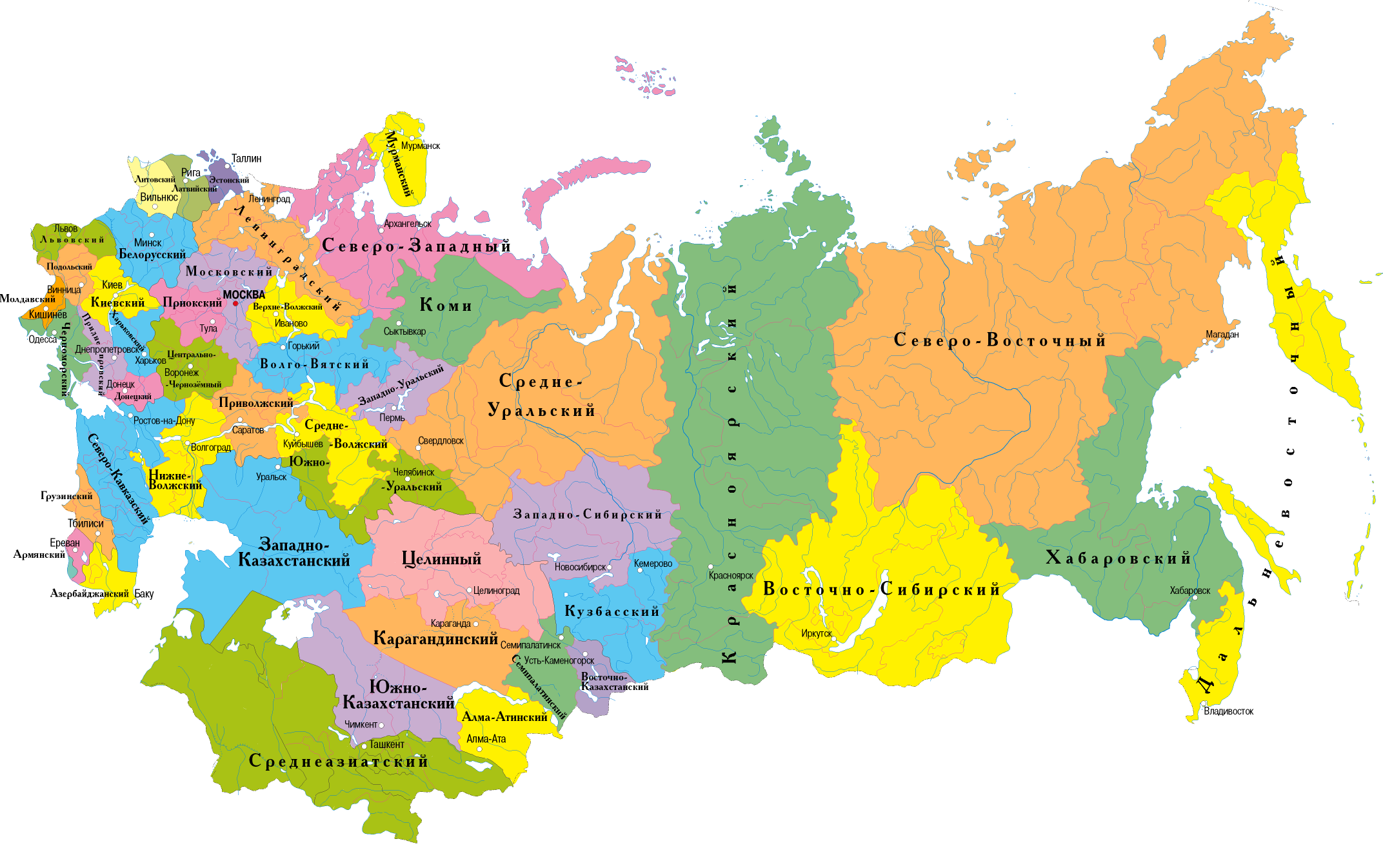
Mappa dei sovnarchozy dell'Unione Sovietica nel 1963

Il sovnarchoz (acronimo di sovet narodnogo chozjajstva) era un organismo regionale di direzione economica nell'Unione Sovietica esistente dal 1917 al 1932 e poi reintrodotto da Chruščëv nel 1957 con l'intento di attuare una certa decentralizzazione delle decisioni in campo economico.
Ai 105 sovnarchozy istituiti, che agivano sotto la supervisione del Gosplan, furono attribuite competenze sin lì spettanti a organismi centrali (compreso lo stesso Gosplan). Nel 1962 vennero raggruppati in 47 consigli regionali e nel 1965, dopo il pensionamento di Chruščëv, definitivamente dismessi.